# Jugoslavenski državnici

## Kraljevina SHS

### Kraljevi
- Kralj Petar I. Karađorđević (1. prosinca 1918. – 16. kolovoza 1921.) u ime kralja upravljao je princ regent Aleksandar Karađorđević

- Kralj Aleksandar I. Karađorđević (16. kolovoza 1921. – 6. siječnja 1929.)

## Premijeri
- Stojan Protić (1918-1919)
- Ljubomir Davidović (1919-1920)
- Stojan Protić (1920)
- Milenko Vesnić (1920-1921)
- Nikola Pašić (1921-1924)
- Ljubomir Davidović (1924)
- Nikola Pašić (1924-1926)
- Nikola Uzunović (1926-1927)
- Velimir Vukićević (1927-1928)
- Anton Korošec (1928-1929)

## Kraljevina Jugoslavija

### Kraljevi
- Kralj Aleksandar Karađorđević (6. siječnja 1929. – 9. listopada 1934.).
- Knez namjesnik Pavle Karađorđević (9. listopada 1934. – 27. ožujka 1941.)
- Kralj Petar II. Karađorđević (27. ožujka 1941. – 29. studenog 1945. u izbjeglištvu od 13/14. travnja 1941.)

## Premijeri
- Petar Živković (1929-1932)
- Vojislav Marinković (1932)
- Milan Srškić (1932-1934)
- Nikola Uzunović (1934)
- Bogoljub Jevtić (1934-1935)
- Milan Stojadinović (1935-1939)
- Dragiša Cvetković (1939-1941)
- Dušan Simović (1941)

- 12/13 travnja. 1941. – 12. siječnja 1942. Dušan T. Simović
- 12. siječnja 1942. – 26. lipnja 1943.  Slobodan Jovanovć
- 26. lipnja 1943. – 10. kolovoza 1943 Miloš Trifunović
- 10. kolovoza 1943. -  8. srpnja 1944.  Božidar Purić
- 8. srpnja 1944. – 30. siječnja 1945.  Ivan Šubašić
- 30. siječnja 1945. -  7. svibnja 1945.  Drago Marušić

## Nakon 1945.
- 1945. – 1953., Ivan Ribar - predsjednik Prezidijuma Narodne skupštine FNRJ
- 1953. – 1980., Josip Broz Tito - predsjednik FNRJ i SFRJ

Nakon Titove smrti, svibnja 1980. godine, vođenje zemlje preuzima osmočlano Predsjedništvo SFRJ
Predsjednici Predsjedništva SFRJ:      
| Republika              | Predsjednik        | Početak mandata   | Kraj mandata      | Napomena               |
| ---------------------- | ------------------ | ----------------- | ----------------- | ---------------------- |
| SR Makedonija          | Lazar Koliševski   | 4. svibnja 1980.  | 15. svibnja 1980. |                        |
| SR Bosna i Hercegovina | Cvijetin Mijatović | 15. svibnja 1980. | 15. svibnja 1981. |                        |
| SR Slovenija           | Sergej Kraigher    | 15. svibnja 1981. | 15. svibnja 1982. |                        |
| SR Srbija              | Petar Stambolić    | 15. svibnja 1982. | 15. svibnja 1983. |                        |
| SR Hrvatska            | Mika Špiljak       | 15. svibnja 1983. | 15. svibnja 1984. |                        |
| SR Crna Gora           | Veselin Đuranović  | 15. svibnja 1984. | 15. svibnja 1985. |                        |
| AP Vojvodina           | Radovan Vlajković  | 15. svibnja 1985. | 15. svibnja 1986. |                        |
| SAP Kosovo             | Sinan Hasani       | 15. svibnja 1986. | 15. svibnja 1987. |                        |
| SR Makedonija          | Lazar Mojsov       | 15. svibnja 1987. | 15. svibnja 1988. |                        |
| SR Bosna i Hercegovina | Raif Dizdarević    | 15. svibnja 1988. | 15. svibnja 1989. |                        |
| SR Slovenija           | Janez Drnovšek     | 15. svibnja 1989. | 15. svibnja 1990. |                        |
| SR Srbija              | Borisav Jović      | 15. svibnja 1990. | 15. svibnja 1991. |                        |
| SR Hrvatska            | Stjepan Mesić      | lipanj 1991.      | listopad 1991.    |                        |
| SR Crna Gora           | Branko Kostić      | 1991.             | 1992.             | "krnje" predsjedništvo |

## Vanjske poveznice
- Popis svih Jugoslavenskih vladara na engleskom jeziku  Arhivirana inačica izvorne stranice od 24. svibnja 2012. (Wayback Machine)